# Nekézseny megállóhely
Nekézseny megállóhely egy egyvágányos magyarországi vasúti megállóhely Északkelet-Magyarországon. A MÁV 87-es számú Eger–Putnok vasútvonalán helyezkedik el Nagyvisnyó-Dédes megállóhely és Csokvaomány megállóhely között. Vonat utoljára 2009. december 13-án közlekedett errefelé,[forrás?] mert a 2009/2010-es menetrendváltással a MÁV lezárta a 87-es vasútvonal Szilvásvárad és Putnok közötti részét. 

## Története
Nekézseny megállóhelyet Nagy Kristóf tervezte 1906-ban. Építése 1907 kezdődött meg, és 1908-ban ért véget. 1949-ig csak személyvonatok és ritkán kisebb tehervonatok közlekedtek, de 1947-ben megkezdődött pályafelújítás befejeztével beindult a rendszeres teherforgalom is.
A teherforgalom 1986-ban jelentősen lecsökkent ugyanis ekkor zárták be a királdi szénbányát, így az állomások újra a személyforgalom lett a gyakoribb.
2009-ben a pálya rossz minősége miatt bezárták az Eger-Putnok vasútvonal Szilvásvárad és Putnok közötti részét, ami Nekézsenyt is érintette. Az állomás tehát 2009. december 13-a óta használaton kívül van. Azóta az állomás és környéke teljesen elhanyagolódott, az épületet és a sínt teljesen benőtte a gaz.

## Megközelítés
A megállóhelyet a falun áthaladó autóbuszok Nekézseny, híd nevű megállójától, illetve a Deák Ferenc utca felől lehet megközelíteni.

## Járművek
Általában Bzmot motorkocsik vagy MDmot motorvonatok közlekedtek, de ritkábban feltűntek az M43-asok is.